# Хюга
Хю́га (яп. 日向市 Хю:га-си) — город в Японии, находящийся в префектуре Миядзаки. Площадь города составляет 336,29 км², население — 61 887 человек (1 августа 2014), плотность населения — 184,03 чел./км².

## Географическое положение
Город расположен на острове Кюсю в префектуре Миядзаки региона Кюсю. С ним граничат посёлки Кадогава, Мисато, Цуно, Кидзё.

## Население
Население города составляет 61 887 человек (1 августа 2014), а плотность — 184,03 чел./км². Изменение численности населения с 1980 по 2005 годы:
| 1980 | 64 948 чел. |  |
| 1985 | 65 547 чел. |  |
| 1990 | 64 431 чел. |  |
| 1995 | 64 341 чел. |  |
| 2000 | 64 186 чел. |  |
| 2005 | 63 555 чел. |  |

## Символика
Деревом города считается османтус, цветком — подсолнечник однолетний.

## Кая
Растущая в окрестности города торрея орехоносная (яп. 日向榧 хю:га кая) считается лучшим сортом этого дерева для изготовления досок для сёги.